# Хорватия на «Евровидении-2002»
Хорватия участвовала в сорок седьмом выпуске телевизионного конкурса Евровидение-2002, который состоялся 25 мая в Саку Суурхаль в Таллине, Эстония. Страну представляла певица Весна Писарович с песней Everything I Want ("Всё, что я хочу"), написанной журналисткой и колумнистом Миленой Влаович. Изначально Весна Писарович выиграла хорватский национальный отбор Dora 2002 с оригинальной хорватской версией своей песни под названием Sasvim sigurna ("Абсолютно уверена"). Однако для участия в Евровидение композицию перевели на английский язык и в таком виде она была представлена европейским зрителям. По итогам голосования Весне Писарович удалось занять 11-е место из 24, набрав 44 очка. Конкурс был показан HRT на канале HRT 2 с комментариями Анте Батиновича. Глашатаем от Хорватии был Душко Чурлич.

## Предыстория
К моменту своего участия на конкурсе 2002 года Хорватия как независимая страна участвовала на Евровидение девять раз, с момента своего дебюта в 1993 году. За это время страна шесть раз финишировала в десятке лучших. Самый успешный результат, четвёртое место, Хорватия зафиксировала дважды: в 1996 году с песней Sveta ljubav в исполнении Майи Благдан и в 1999 году с песней Marija Magdalena в исполнении Дорис Драгович. Вплоть до 2001 года все заявки Хорватии прозвучали исключительно на хорватском языке. На Евровидение-2001 певица Ванна с песней Strings of My Heart, впервые представленной страной на английском языке, заняла десятое место.

## До «Евровидения»

### Dora 2002
Начиная с 1993 года хорватская телекомпания HRT отвечает за организацию отбора заявки на Евровидение и трансляцию самого конкурса. В конце 2001 года HRT объявило об участии Хорватии на Евровидение-2002 и о том, что заявка от Хорватии будет выбрана через традиционный национальный отбор под названием Dora. Dora 2002 состоялась 10 марта 2002 года в павильоне 5 Zagrebački velesajam в Загребе. Ведущими были Душко Чурлич и Бояна Грегорич. Как и в предыдущих выпусках двадцать песен прозвучало во время отбора. Победитель определялся путём суммы голосов от пяти региональных жюри, музыкальных экспертов, онлайн-голосования и голосов от телезрителей из четырёх регионов Хорватии. HRT анонсировало участвующих в отборе исполнителей 25 января 2002 года и среди них был Горан Каран, представлявший Хорватию на Евровидение-2000.
| Порядковый номер | Исполнитель                 | Название песни                        | Очки | Место |
| ---------------- | --------------------------- | ------------------------------------- | ---- | ----- |
| 1                | Иван Микулич                | Ti si tu                              | 25   | 9     |
| 2                | Петар Драгоевич             | Laži                                  | 7    | 18    |
| 3                | Адальберт Тёрнер-Юци        | Dotakni srce                          | 50   | 5     |
| 4                | Зак                         | Znam ja kako je kad ti uzmu sve       | 0    | 20    |
| 5                | Najbolji hrvatski tamburaši | Divne godine                          | 21   | 11    |
| 6                | Ален Лазарич                | Sve ljubavi mog života                | 11   | 16    |
| 7                | Бранимир Михальевич         | Hvala ti za sve                       | 10   | 17    |
| 8                | Klub 4' 33                  | Ave Maria Laudata                     | 16   | 14    |
| 9                | Давор Радольфи              | Odlazim                               | 6    | 19    |
| 10               | Жак Худек                   | Čarolija                              | 19   | 13    |
| 11               | Зденка Ковачичек            | Odavno shvatila sam sve               | 59   | 4     |
| 12               | Тихана Сабати               | Ne ljubim više na glas                | 16   | 14    |
| 13               | Горан Каран                 | Još uvijek vjerujem da ljubav postoji | 71   | 2     |
| 14               | Perle                       | Nemirna rijeka                        | 24   | 10    |
| 15               | Борис Новкович              | Elois                                 | 63   | 3     |
| 16               | Joy                         | Takav sam ti ja                       | 21   | 11    |
| 17               | Весна Писарович             | Sasvim sigurna                        | 118  | 1     |
| 18               | Младен Бурнач               | Ja - Ja                               | 36   | 6     |
| 19               | Ален Витасович              | Ja sam Istrian                        | 36   | 6     |
| 20               | Давор Толя и Леонида Бурич  | 101 laž                               | 29   | 8     |

## На «Евровидении»
По правилам Евровидения, все страны, за исключением тех, кто занял последние шесть мест на конкурсе 2001 года, должны принять участие в 2002 году. 9 ноября 2001 года была проведена жеребьёвка, по результатам которой Весна Писарович должна выступить под номером 6, между Испанией и Россией. Для конкурса композиция Sasvim sigurna была переведена на английский язык и под названием Everything I Want прозвучала в Таллине. По итогам голосования Весне Писарович удалось занять 11-е место из 24, набрав 44 очка, включая 12 очков от Словении. Это позволило Хорватии быть допущенной к участию на Евровидение-2003. Хотя многие стран-участницы использовали только голоса телезрителей, Хорватия представила свои результаты через комбинацию 50:50, где голоса жюри и голоса телезрителей складывались, а затем высчитывалось среднее арифметическое. В результате Хорватия 12 очков присудило вице-чемпиону, Мальте и 0 очков России. Россия также присудила Хорватии 0 очков.

### Голосование
| Очки      | Страна                           |
| --------- | -------------------------------- |
| 12 баллов | - Словения                       |
| 10 баллов |                                  |
| 8 баллов  |                                  |
| 7 баллов  |                                  |
| 6 баллов  | - Австрия - Кипр                 |
| 5 баллов  | - Греция - Македония - Швейцария |
| 4 балла   |                                  |
| 3 балла   | - Германия                       |
| 2 балла   | - Босния и Герцеговина           |
| 1 балл    |                                  |

| Очки      | Страна               |
| --------- | -------------------- |
| 12 баллов | Мальта               |
| 10 баллов | Кипр                 |
| 8 баллов  | Словения             |
| 7 баллов  | Босния и Герцеговина |
| 6 баллов  | Испания              |
| 5 баллов  | Эстония              |
| 4 балла   | Македония            |
| 3 балла   | Турция               |
| 2 балла   | Латвия               |
| 1 балл    | Греция               |